# CROBEX
Le CROBEX est un indice boursier de la bourse de Zagreb composé de 25 des principales capitalisations boursières de Croatie.

## Composition
Au 1er septembre 2022, le CROBEX se composait des titres suivants:
| Symbole | Société                      | Poids indiciel | Secteur                                 |
| ------- | ---------------------------- | -------------- | --------------------------------------- |
| ADPL    | AD Plastik                   | 1.73 %         | Consommation cyclique                   |
| ADRS    | Adris Grupa                  | 10.44 %        | Consommation non cyclique               |
| ARNT    | Arena Hospitality Group      | 4.56 %         | Hôtels, Motels et Croisières            |
| ATGR    | Atlantic Grupa               | 9.89 %         | Consommation non cyclique               |
| ATPL    | Atlantska Plovidba           | 3.10 %         | Industrie                               |
| DLKV    | Dalekovod                    | 3.03 %         | Industrie                               |
| ERNT    | Ericsson Nikola Tesla        | 8.25 %         | Technologies de l'information           |
| HPB     | HPB                          | 3.40 %         | Finance                                 |
| HT      | T-Hrvatski Telekom           | 10.19 %        | Télécommunications                      |
| INGR    | Ingra                        | 1.18 %         | Industrie                               |
| JDPL    | Jadropolv                    | 0.19 %         | Fret maritime et logistique             |
| KOEI    | Končar Group                 | 10.15 %        | Industrie                               |
| LKPC    | Luka Ploče                   | 1.13 %         | Industrie                               |
| PLAG    | Plava Laguna                 | 4.18 %         | Hôtels, Motels et Croisières            |
| PODR    | Podravka                     | 9.83 %         | Consommation non cyclique               |
| RIVP    | Valamar Riviera              | 10.41 %        | Hôtels, Motels et Croisières            |
| SAPN    | Saponia                      | 0.50 %         | Produits ménagers                       |
| SPAN    | SPAN                         | 1.76 %         | Services et conseils en informatique    |
| TPNG    | Tankerska Next Generation    | 1.61 %         | Pétrole et gaz - services de transports |
| ULPL    | Alpha Adriatic               | 0.38 %         | Fret maritime et logistique             |
| VLEN    | Brodogradiliste Viktor Lenac | 0.27 %         | Construction navale                     |
| ZABA    | Zagrebačka Banka             | 5.81 %         | Finance                                 |